# Чоботи з овчини

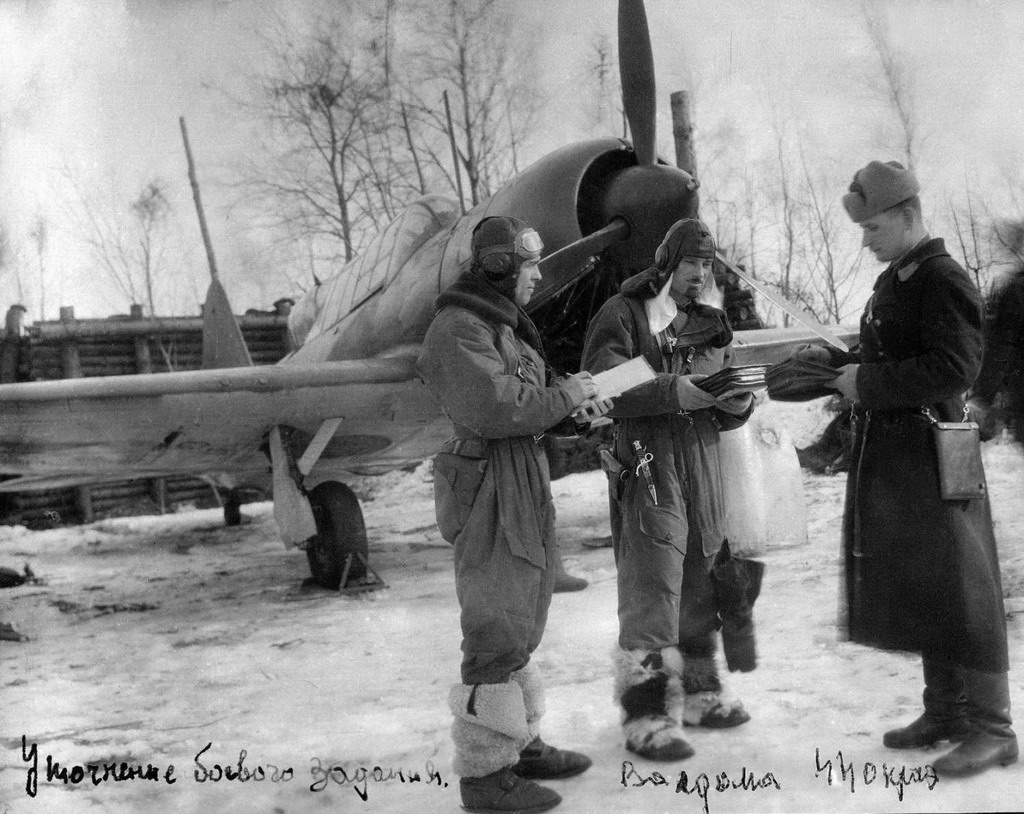
Радянські льотчики носили чоботи з овчини під час Другої світової війни.

Чоботи з овчини — це чоботи, виготовлені з овечої шкури. Надягають, як правило, в холодну погоду, оскільки овеча шерсть володіє хорошими ізоляційними якостями Чоботи з овчини використовуються в сестринському ділі для лежачих хворих для запобігання пролежнів, особливо на п'ятах.

## Історія
Чоботи з овчини носять і використовують в холодному кліматі, принаймні, з 500 р до н. е. Свідченням цьому є виявлена в Субаші (Китай) мумія — вона була одягнена у взуття, що нагадує чоботи з овчини. Платон писав, що в Стародавній Греції більшість людей обгортали свої ноги в теплу повсть і овчину у часи суворих зим в Потідеї.
В XIX столітті мандрівник Вільям Найт у своєму щоденнику написав, що чоботи з овчини носили народи Тибету. Танцівниці надягали чоботи строкатих кольорів, а чоловіки-вершники носили великі чоботи разом з важкими штанами і пальто з овчини.
Чоботи змащують маслом, щоб вони перестали пропускати вологу. У суворі зими російськи селяни часто носили високі чоботи, оброблені овчиною шкірою.
Перші чоботи з овчини, близькі до сучасних по крою, були виготовлені в Гластонбері фірмою Квакер з Морландсу. Вони були популярні в ранні часи розвитку автопрому, так як в автомобілях з відкритим верхом було дуже холодно. Чоботи «Морландс» використовувалися і експедицією Едмунда Гілларі, який першим підкорив Еверест в 1953 році. Чоботи не використовувалися при підйомі, але альпініст перевзувався в них під час відпочинку.
Льотчикам потрібний теплий одяг — особливо якщо повітряне судно негерметичне і недостатньо обігрівається. Жилети, шоломи і чоботи з овчини використовувалися як теплий одяг пілотів в XX столітті. Під час Першої світової війни майор Лано Хокер розробив чоботи з овчини довжиною до стегна, які були виготовлені для нього компанією «Harrods». Вони швидко стали популярні в Королівському льотному корпусі, де були відомі як «задушливі чоботи». Незабаром вони були замінені костюмом Sidcot. Звичні чоботи довжиною до колін з овчиною обробкою стали використовуватися трохи пізніше. Арктичні льотчики потребували особливого теплого одягу, в зв'язку з чим вони продовжували використовувати важкі високі черевики з овчини на підтяжках замість штанів. І одяг, і чоботи почали комплектуватися електричним підігрівом, як тільки з'явилися необхідні для цього технології.